# Delphacodes faimairei
Delphacodes faimairei är en insektsart. Delphacodes faimairei ingår i släktet Delphacodes och familjen sporrstritar. Utöver nominatformen finns också underarten D. f. signicolli.